# Daisuke Watabe
Daisuke Watabe (渡部 大輔 Watabe Daisuke?), född 19 april 1989 i Saitama prefektur, är en japansk fotbollsspelare.
Watabe började sin karriär 2008 i Omiya Ardija.